# 火樂焚城
《門》（英語：The Doors）是一套1991年的美國傳記片，由奧利華·史東執導，韋·基馬等主演。電影以1960至70年代的美國為背景，描述搖滾樂隊的主唱吉姆·莫里森（Jim Morrison）從初露頭角到逝世的經過。

## 演員表
- 韋·基馬 飾 吉姆·莫里森
- 美琪·賴恩 飾 Pamela Courson（莫里森的女友）
- 基利·麥拉倫 飾 雷·曼札克（Ray Manzarek）
- Frank Whaley 飾 羅比·克雷格（Robby Krieger）
- Kevin Dillon 飾 約翰·丹斯莫（John Densmore）
- 嘉芙蓮·昆蘭 飾 Patricia Kennealy
- 迈克尔·马德森（Michael Madsen） 飾 Tom Baker
- 比利·爱多尔 飾 Cat
- Josh Evans 飾 Bill Siddons
- 胡凱莉 飾 Dorothy
- 莉萨·埃德尔斯坦 飾 化妝師

## 外部連結
- 互联网电影数据库（IMDb）上《火樂焚城》的资料（英文）
- 互联网电影数据库（IMDb）上《The Road of Excess》的资料（英文）

有關樂隊的紀錄片，收錄在《火樂焚城》2001年版的DVD中
- AllMovie上《火樂焚城》的资料（英文）
- Box Office Mojo上《火樂焚城》的資料（英文）
- 爛番茄上《火樂焚城》的資料（英文）
- 豆瓣电影上《火樂焚城》的資料 （简体中文）